# Агунда
Агу́нда (осет. Агуындæ) — героиня осетинского нартского эпоса, дочь владыки Чёрной горы Сайнаг-Алдара.

## Мифология
Агунда не имеет себе равных по красоте и изяществу: тонкий и стройный стан, длинные брови, белые, как слоновая кость, зубы. Виднейшие нарты тщетно добиваются её руки. Юный Ацамаз сумел игрой на золотой свирели очаровать Агунду. Но когда она вышла к нему из своего замка с усмешкой на устах, оскорблённый Ацамаз разбивает свирель о камни. Агунда, собрав её обломки, ударяет по ним волшебной палочкой, и обломки срастаются. Агунда прячет свирель в свой девичий сундук. После уплаты женихом ста однолетних оленей в качестве калыма, Агунда соглашается стать его женой.
Соответствует Акуанде в адыгском нартском эпосе, Гунде в абхазском.

## Искусство
В 1998 году снят кукольный мультфильм «Волшебная свирель» по мотивам мифа об Ацамазе и Агунде.

## Источник
- Дзадзиев А. Б. Этнография и мифология осетин. — Владикавказ, 1994. — С. 12.
- Чибирова Марина. Агунда – героиня Нартовского эпоса // «Северная Осетия». — 18 мая 2024. — № 84 (29006). — С. 8.